# Воита (Долж)
Воита (рум. Voita) насеље је у Румунији у округу Долж у општини Брабова. Oпштина се налази на надморској висини од 167 m.

## Становништво
Према подацима из 2002. године у насељу је живело 30 становника, од којих су сви румунске националности.